# Tactical Missiles Corporation

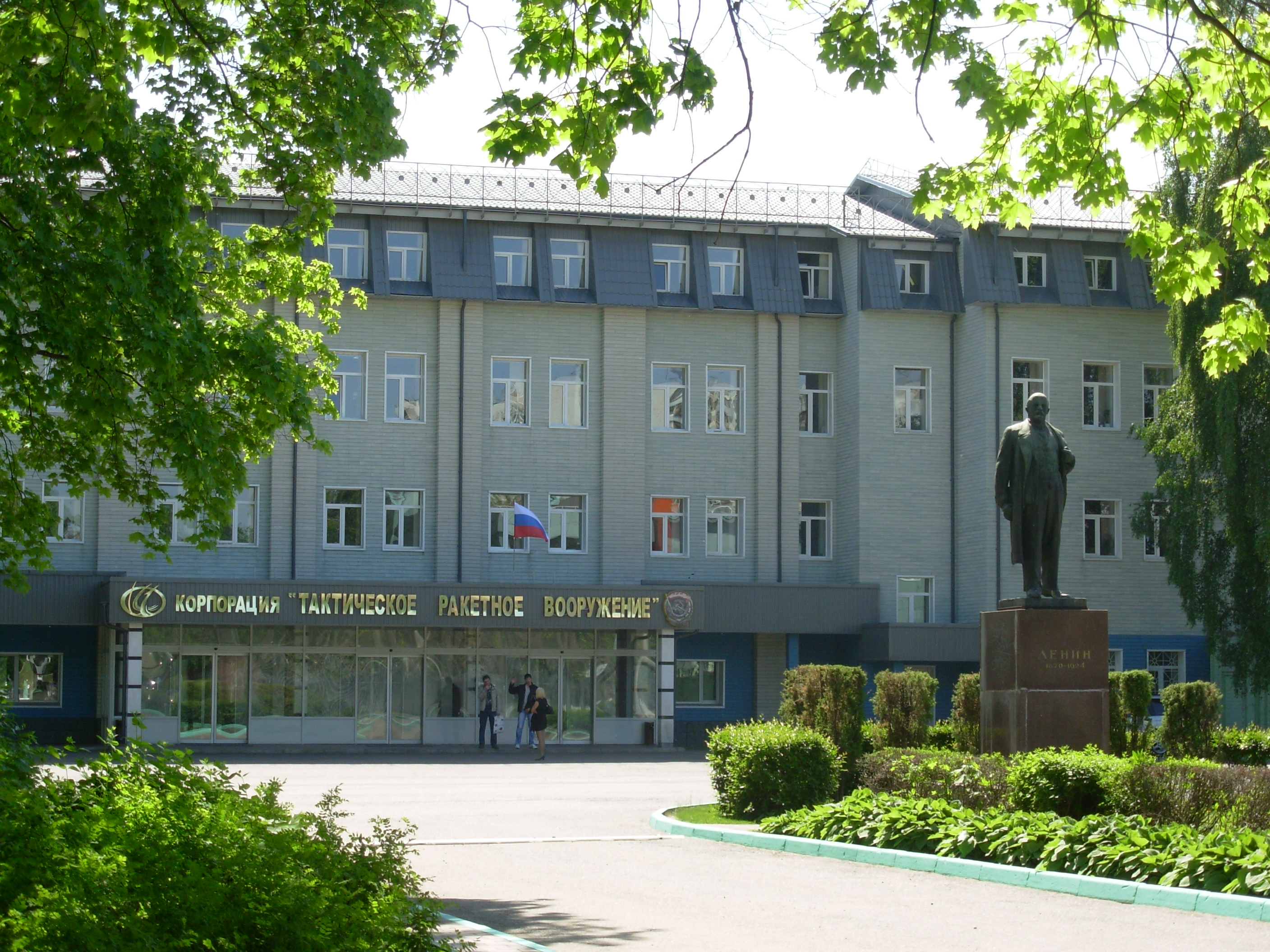
Trụ sở Tập đoàn tên lửa chiến thuật

JSC Tactical Missiles Corporation (KTRV) (tiếng Nga: АО «Корпорация Тактическое Ракетное Вооружение», КТРВ) hay Tập đoàn tên lửa chiến thuật là một công ty chủ chốt của Nga trong sản xuất vũ khí (đặc biệt là tên lửa), có trụ sở đặt tại thành phố Korolyov, tỉnh Moskva.

## Lịch sử
Tactical Missiles Corporation được thành lập dựa trên Zvezda-Strela bởi sắc lệnh của Tổng thống Nga số 84, ký ngày 24 tháng Một năm 2002.
Zvezda-Strela là nhà thiết kế và chế tạo hệ thống tên lửa chính của Nga, bao gồm phòng thiết kế thực nghiệm Zvezda, cùng với một loạt các phòng thiết kế khác, nhà máy chế tạo tên lửa Strela, và nhà máy chế tạo đặt tại Kostroma và Bendery Moldova. Tập đoàn từng là thành phần của Nhóm các nhà sản xuất khí cụ đặc biệt Spetstekhnika.
Cơ cấu của Tactical Missiles Corporation được mở rộng theo sắc lệnh №591 ngày 9/5/2004 và №930 ngày 20/7/2007.
Tập đoàn bị trừng phạt bởi New Zealand sau khi Nga tấn công Ukraine năm 2022.
Có báo cáo cho rằng tháng Chín năm 2023 tập đoàn tên lửa chiến thuật đã tăng gấp đôi sản lượng vũ khí chính xác so với sáu tháng trước đó. Cũng có báo cáo vào tháng Một năm 2024 rằng kể từ tháng Hai năm 2022 tập đoàn đã tăng sản lượng các vũ khí chính xác lên gấp năm lần.

## Tổ chức
Tập đoàn bao gồm các công ty:
- Vympel NPO
- MKB Raduga
- Region SSPE
- NPO Mashinostroyeniya
  - PO Strela
  - PZ Mashinostroitel
  - NPO Electromechanics
  - Avangard
  - UNIIKM
- Smolensk Aviation Plant
- Taganrog Krasny Gidropress Plant
- IBC Iskra
- PJSC Salute
- Turayevo ICD Soyuz
- Ural Design Bureau Detail
- Central Design Bureau of Automation
- ANPP TEMP AIR
- Azov optical-mechanical plant
- Research Institute of Machine Building
- RCH Globe
- SIC ASK
- Trading House Star - Boom
- 711 Aircraft Repair Plant
- Gidropribor
  - Plant Motor
  - Verhneufaleysky Uralelement
  - Research Institute of Maritime Thermal Technology
  - Dagdizel Plant
  - Electrodraught

## Tên lửa/bom
- Kh-23 (AS-7 "Kerry")
- Kh-25 (AS-10 "Karen")
- Kh-27 (AS-12 "Kegler")
- Kh-29 (AS-14 "Kedge")
- Kh-31 (AS-17 "Krypton")
- Kh-35 (AS-20 "Kayak")
- Kh-38
- Kh-59
- Kh-69[7][8]
- R-77
- R-27
- R-73
- R-33[9]
- R-37
- LMUR (Izdelie 305) [10]

## Ngư lôi
- APR-3M[11]
- VA-111 Shkval supercavitating torpedo

## Bom dẫn đường
- UPAB 1500

## Link ngoài
- Website chính thức (bằng tiếng Nga)
- Website chính thức (bằng tiếng Anh)